# Božská inspirace
Božská inspirace je koncept nadpřirozené síly, obvykle božstva, která vyvolá v člověku nebo lidech tvůrčí touhu. Již tisíce let je běžně uváděným aspektem mnoha náboženství. Božská inspirace je často úzce spjata s pojmem zjevení, vírou v informace, které jsou zjeveny nebo odhaleny prostřednictvím komunikace s božstvem nebo jinou nadpřirozenou entitou či entitami.

## Příklady
Kromě starověké mytologie se o náboženských textech jednotlivých tradic, jako je hinduismus, judaismus, křesťanství, islám, mormonismus a víra baháʼí, uvádí, že jsou do určité míry inspirovány Bohem.
- Starověká Mezopotámie: V mezopotámském eposu Atra-Hasis popisuje spisovatel své dílo jako diktované bohyní ve snové vizi.
- Starověké Řecko: Starořecké múzy byly údajně nadpřirozené síly, které umělcům propůjčovaly jejich schopnosti, zatímco starořecké věštkyně údajně byly podřízeny nadpřirozeným silám.
- Hinduismus: Hudba je historicky považována za prostředek, jehož prostřednictvím se interpreti mohou stát nositeli božské inspirace.[1] Bohyně Sarasvatí je také někdy vzývána pro pomoc s inspirací.[2]
- Judaismus a křesťanství: Obě náboženství se hlásí k biblické inspiraci pro ty části Bible, ke kterým se hlásí.
- Islám: "Islámská inspirace je inspirována náboženstvím: Muslimové věří, že Korán byl ústně zjeven Bohem Mohamedovi prostřednictvím anděla Gabriela (Džibríla).[3][4]

## Platónovy mánie
Platón v dialogu Faidros rozlišuje čtyři druhy inspirace neboli „mánie“. Slovo „mánie“ znamená, že se člověk ocitá ve stavu přesahujícím individuální vědomí. V jiných dialozích Platón kromě čtyř uvedených ve Faidrovi identifikuje i další mánie. Mánií je například hněv, protože člověk se může v boji inspirovat Marsem a vykonat činy nadlidské síly. Čtyři uvedené ve Faidrovi jsou však nazývány božskými, protože jsou to vnuknutí, která zdokonalují duši.
- Poetická nebo hudební, inspirovaná Múzami, uvádí neuspořádané části duše do harmonie.
- Teletická, inspirovaná Dionýsem, očišťuje duši a vrací ji do ideálního stavu dokonalosti a celistvosti.
- Prorocká, inspirovaná Apollónem, soustřeďuje duši k jednotě.
- Amatorická, inspirovaná Erótem, spojuje sjednocenou duši s bohy a srozumitelnou Krásou, čímž dochází k božskému sjednocení.